# Gert Ohlsson
Gert Ronald Ohlsson, född 1 december 1948 i Vänersborgs församling, Älvsborgs län, är en svensk riksspelman på nyckelharpa och politiker. Han är medlem i banden Ransäterspôjkera och Låtlust.

## Biografi
Gert Ohlsson började arbeta som landstingspolitiker 2005 och blev 2009 landstingsråd i Värmlands län. Han slutade som landstingsråd 2017. Ohlsson är även aktiv som spelman och spelar både nyckelharpa och fiol.

## Diskografi
- 1974 – Bröderna Lindqvist möter Ann Marie och Gert Ohlsson.[6]

- 2004 – Gert Ohlsson Riksspelman.[7]

### Medverkar
- 1977 – Unga spelmän från Värmland.[8]

- 1980 – Du Spelman - folkmusik hemma hos.[9]

## Utmärkelser
- 1972 - Zornmärket i silver med kommentaren "För utmärkt och traditionsrikt nyckelharpospel".[10]